# 沖縄県立那覇工業高等学校
沖縄県立那覇工業高等学校（おきなわけんりつ なはこうぎょうこうとうがっこう）は、沖縄県浦添市勢理客四丁目にある公立工業高等学校。

## 学科
- 全日制
  - 機械科
  - 自動車科
  - 電気科
  - グラフィックアーツ科
  - 服飾デザイン科
- 定時制
  - 機械科
  - 電気科
  - 電子機械科

## 沿革
- 1965年6月 - 琉球政府立産業技術学校として開校
- 1967年4月 - 琉球政府立那覇産業技術学校と改名
- 1970年4月 - 琉球政府立那覇工業高等学校と改名
- 1972年5月 - 沖縄県立那覇工業高等学校となる

## まんが甲子園
全国高等学校漫画選手権大会（まんが甲子園）の出場常連校で、2006年の第15回大会で最優秀賞を受賞した。その他、第11回で審査委員長賞、第17回で市町村振興協会賞、第18回で全日空賞、第28回でeBookJapan賞などの入賞実績がある。
2025年の第34回大会では本戦テーマ「カモフラージュ」を題材とした作品で19年ぶり2度目の最優秀賞を一旦受賞したが、外部からネット上に類似作品（漫画家・透明いんげんが2018年にTwitterに発表した4コマ漫画）があると指摘を受け、授賞式から約30分後に受賞が取り消され、最優秀賞は大会初の該当なしとなった。学校の顧問は取材に対し、「残念です。生徒らに心当たりはないとのことだが、客観的に見たら似ていた」と話している。

## 著名な出身者
- 肥後克広（ダチョウ倶楽部）
- KEN(DA PUMP)

## 備考
- 所在地は浦添市内であるが、校舎の側を流れる川の向こう側は那覇市の為「那覇工業」と命名されたといわれている。その他「浦添南工業」だとインパクトに欠けるなどの意見も[要出典]。